# علم الحيوان الإحفوري
علم الحيوان الأحفوري أو الحَفَارَة (بالإنجليزية: Palaeozoology, Paleozoology)‏ (من اليونانية palaeon وتعني «قديم» و zoon زون وتعني «حيوان») هو فرع من علم الأحفوريّات أو المتحجرّات، أو علم المتحجّرات القديمة، أو علم الحيوان، يتعامل مع استرجاعِ البقايا الحيوانية متعدّدة الخلايا وتصنيفها في المجالات الجيولوجية (أو حتّى الأثرية)، واستخدام هذه الحفريّات في إعادة بناء بيئات ما قبل التاريخ والنظم الإيكولوجية القديمة.
تمّ العثور على بقايا عيانيّة نهائيّة من المَتْزَوِيّات (الحيوانات ذات أعداد كبيرة من الخلايا metazoans) ابتداءاً من السجِلّ الأحفوريّ للعصر الإدياكاري من حقبة الطلائع الحديثة Neoproterozoic Era فصاعداً، على الرغم من أنها لم تصبح شائعة حتى فترة العصر الديفوني المتأخّر في النّصف الأخير من حقبة الحياة القديمة Paleozoic Era.
ولعلّ أشهر مجموعة من الأحافير هي الديناصورات. وتشمل الأحافير الحيوانيّة الكبيرة الأخرى: ثلاثيّات الفصوص، والقشريّات، وشوكيّات الجلد، ووذوات القوائم الذراعية، والرخويّات، والأسماك العظميّة، وأسماك القرش، والفقاريّات ذات الأسنان، والهياكل الخارجية عند العديد من اللّافقاريّات. وذلك لأن الأجزاء العضويّة الصلبة -مثل العظام والأسنان والأصداف- مقاومةٌ للتحلّل، وهي أكثرُ الأحافير الحيوانيّة قابليّةً للحفظ ويتمكّن العلماء من العثور عليها. ونادراً ما تتحجّر الحيوانات الرخوية بشكل خاصّ -مثل قناديل البحر والديدان المسطّحة والديدان الخيطيّة والحشرات- نظرًا لأنّ هذه المجموعات لا تحوي أجزاء عضويّة صلبة.

## علم أحافير الحيوانات الفقارية
يستند علم أحافير الحيوانات الفقاريّة إلى استخدام البيانات التشكّليّة (الصرفيّة) والزمنيّة والطبقاتيّة (حسب الطبقة الصخرية) لرسم خريطة تاريخ الفقاريّات في النظريّة التطوريّة. تصنّف الفقاريّات على أنها شُعَيبَة من شعبة الحبليّات Chordata، وهي شعبةٌ تُستخدم لوصف الأصناف التي تملك جسماً مرناً على شكلِ قضيب يسمى الحبل الظهري notochord. وهي تختلف عن غيرها من أنواع الشُعب حيث قد تحوي الشُّعب الأخرى على أنسجة مثل الغضروف أو أشباه الغضاريف التي تشكّل نوعاً من الهيكل العظمي، ولكن الفقاريّات هي الوحيدة التي تمتلك ما نعرّفه على أنه عظم.
تشمل فئات الفقاريات المدرّجة بترتيب زمني من الأقدم إلى الأحدث، هيتيروستراكانز heterostracans والأسماك اللافكيّة عظمية الدرع osteostracans، ومجوّفات الحراشف اللافكّيّة agnolepid agnathans، والقرشيات الشوكية acanthodians، والأسماك العظميّة osteichthyan، والأسماك الغضروفيّة chondrichthyan، والبرمائيّات، والزواحف والثديّيات والطيور. تتمّ دراسة جميع الفقاريّات تحت التعميمات التطورية القياسية للسلوك وعمليّة الحياة، على الرغم من وجود جدلٍ حول ما إذا كان يمكن تقدير الجماعات الأحيائية بدقّة من خلال الموارد الأحفوريّة المحدودة.
لم يتمّ تحديد الأصول التطوّريّة للفقاريّات وكذلك شعبة الحبليّات Chordata علميّاً. ولكن يعتقد الكثيرون أن الفقاريات انحرفت عن سلف مشترك للحبليّات وشوكيات الجلد. ويدعم المخلوقُ البحريٌّ البدائيّ الذي عاش ما قبل التاريخ المسمّى بالسهيم Amphioxus هذا الاعتقادَ بشكلٍ جيّد. حيث لا يمتلك السّهيم أيّة عظام، ممّا يجعله من اللافقاريات، ولكنّه يملك عدداّ من المميّزات المشتركة مع الفقاريّات بما في ذلك الجسم المُفَصّص والحبل الظهري. قد يعني ذلك أنّ السهيم Amphioxus هو شكل انتقالي بين الحبليات المبكّرة والشوكيّات أو الجدّ المشترك لها، والفقاريات.

## علم الأحافير الحيوانيّة الكمّيّ
علم الأحافير الحيوانية الكمّي هو علم يبحث عمليّة إحصاء أنواع المستحاثّات بدلاً من جردها. وهي تختلف عن الجرد الذي يشير إلى سجلّ مفصّل من الأحافير الفردية، في حين يحاول الإحصاء تجميع الأحافير الفرديّة لتحصيل العدد الإجمالي للأنواع. يمكن استخدام هذه المعلومات لتحديد الأنواع الأكثر شيوعًا والتي لديها أكبر تعداد من الأفراد في فترة زمنية أو في منطقة جيولوجيّة ما.
ابتكر علماء الأحافير تشيستر ستوك وهيلدغارد هوارد Hildegarde Howard، وحداتٍ خاصّة بعلم الأحافير الحيوانيّة الكمّي وعلم الأحافير الكمّي في أوائل ثلاثينيات القرن العشرين. فحدّدت الوحدة الأولى المستخدمة، عدد الأنواع المُعرّفة (NISP)، وتشير إلى الكمّيّة الدقيقة لأحفوريّات نوعٍ معيّن مُوثّق. قرّر كل من ستوك وهوارد أن تكون هذه الوحدة غير ثابتة للأغراض الكمّيّة، حيث أنّ الزيادة في مستحاثّة صغيرة -مثل الأسنان- يمكن أن تبالغ في تقدير كمّيّة النوع. كان هناك أيضًا قدر من الالتباس حول ما إذا كان يجب تجميع فتات العظام وحسابها كعظم واحد أو أن تفرز بشكل فرديّ. ثم ابتكر كلّ من ستوك وهوارد الحد الأدنى لعدد الأفراد (MNI)، والذي قدّر الحد الأدنى لعدد الحيوانات اللازمة لتدخل قائمة الأُحفوريّات الموثّقة. على سبيل المثال، إذا تمّ العثور على خمس عظام كَتِفيّة لنوعٍ ما، فقد يكون من الصعب تحديد ما إذا كان العظم الواحد منها عظم كتفي أيمن لحيوان معيّن والعظم الثاني هو العظم الأيسر لنفس ذلك الحيوان أو ما إذا كان كلّ منها لفرد مختلف، مما قد يغيّر من التعداد، ولكن يمكن القول أنّه يجب أن يكون هناك ما لا يقل عن ثلاثة أفراد لإنتاج خمس عظام كتفية. وبالتالي فالعادد ثلاثة سيكون هو الحدّ الأدنى لعدد الأفراد MNI. في حالات نادرة حيث يمكن تجميع ما يكفي من مجموعة من الحفريات في أفراد لتوفير عدد دقيق من الأفراد، تكون الوحدة المستخدمة هي العدد الفعلي للأفراد، أو ANI.
الكتلة الحيوية هي وحدة أخرى تستخدم عادةً في علمِ الأحفوريات الحيوانيّة الكمّيّ. يتم تعريف الكتلة الحيوية على أنها كمّيّة الأنسجة في منطقة أو في النوع. يتم حسابها من خلال تقدير متوسّط الوزن بناءً على الأنواع الحديثة المشابهة وضربه في الحدّ الأدنى لعدد الأفراد MNI. هذا يعطي تقديراً لوزن مجموع أفراد النوع بالكامل. تشمل مشكلات هذا القياس الفرق في الوزن بين الصغار والبالغين، وتغيّرات الوزن الموسميّة الناتجة عن النظام الغذائي والسبات الشتوي، وصعوبة تقدير وزن المخلوق بدقة بناءً على الهيكل العظمي له فقط. [1] من الصعب أيضًا تحديد العمر الدقيق للمادة المتحجّرة في غضون عام أو حتّى عقد، وبالتّالي قد يكون تقدير الكتلة الحيوية مبالغاً به بشكل كبير أو يكون مبالغًا به بعض الشيء إذا كان الإطار الزمني المقدّر الذي كانت فيه الحيوانات -التي تحوّلت بقاياها إلى أحافير- على قيد الحياة.
وزن اللحوم هو قياسٌ مماثلٌ للكتلة الحيوية. لتحديد وزن اللحوم، يُضاعَف MNI بكمية اللحوم التي يُعتقد أنّها توفّرت لدى الفرد، ثمّ يُضرب بالنسبةِ المئويّة للّحم الذي يُعتقد أنّه كان صالحاً للأكل. هذا يعطي تقديراً لـ«وزن اللحم القابل للاستعمال» لكلّ فرد والتي قد يتم حصادها من قبل صيادين ما قبل التاريخ. على سبيل المثال، يبلغ وزن الغزال الأمريكي الشمالي الذكر Wapiti 400 كيلوغرام وقد وجد في دراسة معيّنة أنّ الحدّ الأدنى لعدد أفراد هذه الغزلان هو 10. وهذا من شأنه أن يخلق كتلة حيوية تبلغ 4000 كجم، فإذا قُدّرت كمّيّة اللحوم الصالحة للأكل بحوالي 50 في المائة، فسينتج بذلك وزن لحم صالح للأكل يبلغ 2,000 كجم. المشكلة الأكبر في هذه الطريقة هي النقاش الدائر حول «النسبة المئوية للحوم القابلة للاستعمال». فهناك العديد من وجهات النظر المختلفة حول أيّ جزء من الأنواع صالح للأكل وأيّ جزء غير صالح، وأيّ منها كان الجزارون البدائيون قادرين على الوصول إليها وإعدادها وأيّ منها لم يكن بمقدورهم ذلك أدى إلى حدوث جدل كبير حول هذه الطريقة.